# Axayacatl
Axayacatl (pron. asciaiàcatl; nahuatl: Āxāyacatl, Maschera di acqua o faccia di acqua; fl. XV secolo) fu un sovrano (tlatoani) della popolazione precolombiana degli Aztechi e regnò sulla città di Tenochtitlán dal 1469 al 1481.
Viene ricordato prevalentemente per avere soggiogato la città di Tlatelolco nel 1473.
Usando come pretesto il comportamento di alcuni cittadini di Tlatelolco che avevano insultato la città di Tenochtitlan invase la città e dopo aver ucciso il sovrano Moquihuix lo rimpiazzò con un governatore militare.
Durante il suo regno fu intagliata la Piedra del Sol, nota anche con il nome di "calendario azteco".